# Protactinium(IV)-fluorid
Protactinium(IV)-fluorid ist eine chemische Verbindung des Protactiniums aus der Gruppe der Fluoride.

## Darstellung
Protactinium(IV)-fluorid kann durch Fluorierung von Protactinium(IV)-oxid mit einem Fluorwasserstoff-Wasserstoff-Gemisch bei 600 °C gewonnen werden.
{\displaystyle {\ce {PaO2 + 4 HF -> PaF4 + 2 H2O}}}
Ebenfalls möglich ist die Darstellung durch reduzierende Fluorierung von Protactinium(V)-oxid mit einem Fluorwasserstoff-Wasserstoff-Gemisch bei 500 °C.
{\displaystyle {\ce {P2O5 + 8 HF + H2 -> 2 PaF4 + 5 H2O}}}

## Eigenschaften
Protactinium(IV)-fluorid ist ein dunkelrotbrauner, nichtflüchtiger Feststoff, der unlöslich in Flusssäure, Ammoniumhydrogendifluorid, Salpetersäure und Salzsäure, aber durch Alkalien aufschließbar ist. Er besitzt eine monokline Kristallstruktur vom Urantetrafluorid-Typ mit der  I2/c (Nr. 15, Stellung 8) und den Gitterparametern a = 1270 pm, b = 1070 pm, c = 842 pm, β = 126,3°.